# ジョシュ・ウチェ
ジョシュア・ウチェ（Joshua Uche, 1998年9月18日 - ）は、アメリカ合衆国フロリダ州マイアミ出身のプロアメリカンフットボール選手。NFLの フィラデルフィア・イーグルスに所属している。ポジションはラインバッカー。

## 経歴

### カレッジ
3年目の2018年から大きな活躍を見せ始め、チームハイとなる7サックを記録。シーズン後にはオールビッグ・テンの候補に上がり、ヘッドコーチのジム・ハーボーからも高く評価された。
4年目の2019年には、キャリアハイとなる34タックル、チームハイとなる8.5サックを記録し、オールビッグ・テンのセカンドチームに選出された。

### ニューイングランド・ペイトリオッツ
| 6 ft 1+1⁄4 in (186 cm)      | 245 lb (111 kg) | 33+5⁄8 in (85 cm) | 9+1⁄2 in (24 cm) | 18 回 |
| All values from NFL Combine |                 |                   |                  |       |

2020年のNFLドラフトで2巡目全体60位でニューイングランド・ペイトリオッツに指名された。

#### 2020年シーズン
レギュラーシーズン第10週のボルチモア・レイブンズ戦でクォーターバックのラマー・ジャクソンにキャリア初のQBサックを決めた。その後、故障者リストに入れられ、活躍は見られなかった。

#### 2021年シーズン
12試合の出場で、12タックル、3サックを記録した。

#### 2022年シーズン
怪我に悩まされた2021年シーズンの後、2022年シーズンから大きな飛躍を遂げ、マシュー・ジュードンとともにチームのパスラッシュ攻撃に貢献した。
レギュラーシーズン第9週のインディアナポリス・コルツ戦では、3サックをあげ、第14週のアリゾナ・カージナルス戦では3サック、3ロスタックルをあげ、AFC週間最優秀守備選手賞に選出された。シーズンを通しては15試合に出場し、11.5サックを記録した。

#### 2023年シーズン
15試合に出場したが、15タックル、3サックに留まった。

### カンザスシティ・チーフス
2024年10月28日、2026年のドラフト6巡指名権を対価に、カンザスシティ・チーフスへトレードされた。

### フィラデルフィア・イーグルス
2025年3月13日、フィラデルフィア・イーグルスと1年契約を結んだ。